# Sauloma microcarpa
Sauloma microcarpa là một loài Rêu trong họ Hookeriaceae. Loài này được (Harv.) Mitt. mô tả khoa học đầu tiên năm 1859.